# Friedrich Aulenbach
Georg Jakob Friedrich Karl „Fritz“ Aulenbach (* 20. Juli 1810 in Annweiler am Trifels; † 30. Januar 1882 in Zweibrücken) war ein deutscher Autor und Dichter und zu seiner Zeit der bedeutendste und bekannteste Dichter in der Bayerischen Pfalz des 19. Jahrhunderts. Er wuchs in einem evangelischen Pfarrhaus auf; sein Rufname war stets „Fritz“. Seine Eltern waren der lutherische Pfarrer und Dichter Christian Aulenbach und Karoline, geb. Schweppenhäuser. Auch sein drei Jahre jüngerer Bruder Karl Aulenbach wurde bereits zu Lebzeiten durch seine Dichtkunst berühmt.

## Leben
Mit drei Jahren zogen seine Eltern mit ihm in die größere, am Westrand der Pfalz liegende Oberamtstadt Homburg, wo er die Volksschule besuchte. Anschließend kam auf das humanistische Herzog-Wolfgang-Gymnasium in Zweibrücken und legte dort auch sein Abitur ab. In Heidelberg und München studierte er darauf Jura. Später schloss er ein Theologie-Studium in Erlangen an.
Nach seinem ersten Studienabschluss arbeitete Aulenbach zwölf Jahre als Rechtssekretär an verschiedenen Gerichten, längere Zeit am Friedensgericht in Waldfischbach, zuletzt ab 1864 in Blieskastel. Ab 1871 wurde er bis zu seiner Pensionierung Kanzleivorstand in Dürkheim. In Waldfischbach heiratete er am 20. Oktober 1853 Friederika Carolina Rosalia Gassert, Tochter des Gerichtsboten Friedrich Gassert aus Hornbach.
Auch engagierte sich Aulenbach im Pfälzischen Gesangbuchstreit (1857–1861) und erreichte darin eine weitgehende Zurücknahme der vorgesehenen Neuerungen. Er bekannte sich dadurch gegen Rationalismus und Liberalismus, die stellvertretend für den ungeliebten bayrischen Staat und die verhassten Reformbewegungen der Evangelischen Kirche standen. Einen der Widersacher, seinen Studienfreund Carl Eugen Prinz (1815–1891), erinnerte er in einem Schreiben an den berühmten Dichter Ludwig Gotthard Theobul Kosegarten (1758–1818), der nach einer Versetzung nach Greifswald ebenfalls mit einem Gesangbuch arbeiten sollte, dass einen Großteil alter und beliebter Kirchenlieder nicht mehr enthalten sollte. Er schrieb an Prinz:

„Damals der gleiche Kampf wegen des neuen pommerischen Gesangbuches, wie jetzt um das alte pfälzische, für welch' letzteres wir mit einem Male alle unsre falschen ,…-Propheten' und volksbeglückenden Lichtstürmer in die Schranken treten und ihre Lanzen einlegen sehen, wiewohl die meisten vielleicht kaum das alte Gesangbuch seinem Inhalte nach kennen.“

Zeitlebens war der Dichter auch ein begeisterter Wanderer. Bei dieser Beschäftigung konnte er ungeniert Land und Leute beobachten. Diese Betrachtungen flossen in seine Werke wie zum Beispiel „Rhapsodieen“ ein.

## Werke
Bereits mit 28 Jahren brachte Aulenbach im Münchener Hübschmann-Verlag seinen ersten Lyrikband „Jugend-Klänge“ heraus, der seine bis dahin geschaffenen Werke zusammenfasste. In diesem Band finden sich als Randbemerkungen eine Reihe von Erinnerungen und Stimmungsbildern, die einen tieferen Einblick in die Lebensverhältnisse von Homburg der damaligen Zeit eröffnen. Auch das Lebensbild und die Pädagogik seines Vaters Christian Aulenbach wird in diesem Band beleuchtet. Im Jahr darauf, 1838, erschien bereits die zweite Auflage.
Auch widmete sich der Dichter der Musik und dem Chorgesang. Er war Mitglied im Männergesangverein „Homburger Liederkranz“. Über diesen bekam Aulenbach Kontakt zu Felix Mendelssohn Bartholdy: Beim Rheinbayrischen Musikfest 1844 dirigierte Felix Mendelssohn Bartholdy den Homburger Liederkranz als Oratorienchor. Ein anderes Mitglied des Sängerkreises, der auch Studienfreund von Aulenbach war, verstarb im darauffolgenden Jahr. Aulenbach widmete ihm ein Leichencarmen und sandte es forsch an Mendelssohn Bartholdy mit der Bitte um Vertonung. Dieser machte sich umgehend ans Werk und komponierte einen vierstimmigen Chor mit dem Vermerk: „Für Herrn Aulenbach in Homburg in der Pfalz zum Andenken seines Freundes Zimmermann“. 1869 erschien das Werk bereits bei  Rieter-Biedermann, später auch in der Werkausgabe. Rudolf Werners 1930 erschienenes Standardwerk „Felix Mendelssohn Bartholdy als Kirchenmusiker“ behandelte die Komposition, sie galt aber bis 1995 als verschollen, bis sie von einem amerikanischen Musikwissenschaftler wiederentdeckt und inzwischen als „Trauergesang Op. 116“ auch veröffentlicht worden ist. 2009 wurde es in Homburg wieder aufgeführt.
1849 erschien in Kaiserslautern „Italien - Eine Hymne der Natur“, in der er seine Reiseerlebnisse in Italien aus seiner Studienzeit zu Druck brachte. Spätere Werke widmen sich vielfach Erinnerungen an seine Jugend und den Orten, in denen er sich aufgehalten, so auch der Band „Aus sonnigen Tagen. Ein Blüthenkranz von Erinnerungen, gewunden auf fremdem und heimischem Bode, Ludwigshafen 1874“.